# Sittine des rameaux
Xenops tenuirostris
Espèce
Statut de conservation UICN

 LC  : Préoccupation mineure
La Sittine des rameaux (Xenops tenuirostris) est une espèce de passereaux de la famille des Furnariidae.

## Répartition

Aire de répartition de Xenops tenuirostris.

Cet oiseau se rencontre en Bolivie, au Brésil, en Colombie, en Équateur, au Guyana, en Guyane, au Pérou, au Suriname et au Venezuela.

## Liste des sous-espèces
Selon GBIF (14 avril 2024) :
- Xenops tenuirostris acutirostris Chapman, 1923
- Xenops tenuirostris hellmayri Todd, 1925
- Xenops tenuirostris tenuirostris Pelzeln, 1859

## Systématique
Le nom valide complet (avec auteur) de ce taxon est Xenops tenuirostris Pelzeln, 1859.
Ce taxon porte en français le nom vernaculaire ou normalisé suivant : Sittine des rameaux,.